# Nadějná mladá žena
Nadějná mladá žena, v anglickém originále Promising Young Woman, je americká černá komedie a thriller z roku 2020, režisérky Emerald Fennellové, která k němu také napsala scénář a produkovala ho. Jedná se o její režijní debut. Ve filmu hrají Carey Mulliganová, Bo Burnham, Alison Brie, Clancy Brown, Jennifer Coolidge, Laverne Cox a Connie Britton. Film vypráví o mladé Cassie, jejíž nejlepší kamarádka spáchá sebevraždu poté, co je znásilněna. Cassie se proto rozhodne hromadně mstít mužům, kteří se chovají jako predátoři.
Slibná mladá žena měla světovou premiéru na filmovém festivalu Sundance 25. ledna 2020 a v USA byla v kinech uvedena 25. prosince 2020 společností Focus Features.
Film získal pozitivní recenze od kritiků, kteří zejména chválili režii a scénář Fennellové, střih a výkon Mulliganové. Film byl v pěti kategoriích nominován na Oscara (včetně kategorií nejlepší film, nejlepší režie a nejlepší herečka) a proměnil nominaci za nejlepší původní scénář. National Board of Review film jmenoval jako jeden z nejlepších za rok 2020 a Mulliganová získala cenu pro nejlepší herečku. Film také získal 4 nominace na Zlatý glóbus, ale ani jednu z nich neproměnil.

## O filmu
Hlavní hrdinkou filmu je mladá žena Cassie. Její kamarádka Nina byla znásilněna, ale nikdo ji nevěřil, Nina proto ze zoufalství spáchala sebevraždu. Cassie je otřesena a rozhodne se, že bude muže konfrontovat s jejich nevhodným chováním.

## Obsazení
| Carey Mulligan           | Cassie Thomas    |
| Bo Burnham               | dr. Ryan Cooper  |
| Alison Brie              | Madison McPhee   |
| Clancy Brown             | Stanley Thomas   |
| Jennifer Coolidge        | Susan Thomas     |
| Laverne Cox              | Gail             |
| Chris Lowell             | Al Monroe        |
| Connie Britton           | Elizabeth Walker |
| Adam Brody               | Jerry            |
| Max Greenfield           | Joe              |
| Christopher Mintz-Plasse | Neil             |
| Sam Richardson           | Paul             |
| Alfred Molina            | Jordan           |
| Molly Shannon            | paní Fisherová   |
| Angela Zhou              | Todd             |